# Исторические хроники
«Истори́ческие хро́ники с Никола́ем Свани́дзе» — цикл документальных передач про историю России, выходивший на телеканале «Россия» с 4 октября 2003 по 25 апреля 2013 года. Ведущий — Николай Сванидзе. Каждая серия посвящена одному году XX века в России (за исключением 1917, 1941 и 1993 годов, которым посвящены по две серии), одновременно являясь и «портретом года», и «портретом человека года». В центре повествования видные деятели политики, науки и культуры тех лет. Программа является лауреатом премии «ТЭФИ 2005» в номинации «Лучшая историческая программа».

## Основа
Работа над историческим документальным циклом должна была начаться ещё в 2001 году. Изначально планировалось, что цикл будет иметь 100 серий, от 1901 до 2000 года, о чём сам Н. Сванидзе говорит в первом фильме цикла. К апрелю 2013 года выпущено 96 серий, охватывающих период с 1901 по 1993 год. В 2013 году стало известно, что проект закрыт и серии о событиях 1994—2000 гг. сняты не будут.
Цикл получил полярную оценку в обществе. Позднее издательством «Амфора» был выпущен двухтомник «Исторические хроники с Николаем Сванидзе», представлявший собой книгу текстов ряда серий цикла (серии о событиях с 1913 по 1954 годы). В мае 2014 года Николай Сванидзе издал серию книг «Исторические хроники». Эта серия включает себя 28 томов, в которых отражены 80 лет российской истории XX века: с 1913 по 1993 годы.
С 3 января 2015 по 26 апреля 2017 года радио-версия проекта выходила на радиостанции «Комсомольская правда».

## Список серий
- 01-я серия. «1901 год — Точка отсчёта»
- 02-я серия. «1902 год — Савва Морозов»
- 03-я серия. «1903 год — Академик Иван Павлов»
- 04-я серия. «1904 год — Антон Чехов»
- 05-я серия. «1905 год — Сергей Витте»
- 06-я серия. «1906 год — Александр Блок»
- 07-я серия. «1907 год — Максим Горький»
- 08-я серия. «1908 год — Илья Мечников»
- 09-я серия. «1909 год — Евно Азеф»
- 10-я серия. «1910 год — Лев Толстой»
- 11-я серия. «1911 год — Пётр Столыпин»
- 12-я серия. «1912 год — Сергей Дягилев»
- 13-я серия. «1913 год — Илья Репин»
- 14-я серия. «1914 год — Николай II»
- 15-я серия. «1915 год — Григорий Распутин»
- 16-я серия. «1916 год — Императрица Александра Фёдоровна»
- 17-я серия. «1917 год — Александр Керенский»
- 18-я серия. «1917 год — Ленин и Троцкий в октябре»
- 19-я серия. «1918 год — Лев Троцкий»
- 20-я серия. «1919 год — Антон Деникин»
- 21-я серия. «1920 год — Пётр Врангель»
- 22-я серия. «1921 год — Михаил Тухачевский»
- 23-я серия. «1922 год — Феликс Дзержинский»
- 24-я серия. «1923 год — Всеволод Мейерхольд»
- 25-я серия. «1924 год — Владимир Ленин»
- 26-я серия. «1925 год — Сергей Есенин»
- 27-я серия. «1926 год — Женщины и террор (Мария Спиридонова)»
- 28-я серия. «1927 год — Лев Каменев и Григорий Зиновьев»
- 29-я серия. «1928 год — Академик Дмитрий Лихачёв»
- 30-я серия. «1929 год — Кулаки России»
- 31-я серия. «1930 год — Владимир Маяковский»
- 32-я серия. «1931 год — Академик Пётр Капица»
- 33-я серия. «1932 год — Иосиф Сталин»
- 34-я серия. «1933 год — Генрих Ягода»
- 35-я серия. «1934 год — Осип Мандельштам»
- 36-я серия. «1935 год — Сергей Киров»
- 37-я серия. «1936 год — Андрей Вышинский»
- 38-я серия. «1937 год — Дети террорa»
- 39-я серия. «1938 год — Николай Вавилов и Трофим Лысенко»
- 40-я серия. «1939 год — Николай Крючков»
- 41-я серия. «1940 год — Маршал Семён Тимошенко»
- 42-я серия. «1941 год — Константин Симонов, часть 1»
- 43-я серия. «1941 год — Константин Симонов, часть 2»
- 44-я серия. «1942 год — Клавдия Шульженко»
- 45-я серия. «1943 год — Маршал Александр Василевский»
- 46-я серия. «1944 год — Маршал Константин Рокоссовский»
- 47-я серия. «1945 год — Маршал Георгий Жуков»
- 48-я серия. «1946 год — Анна Ахматова»
- 49-я серия. «1947 год — Соломон Михоэлс»
- 50-я серия. «1948 год — Николай Старостин»
- 51-я серия. «1949 год — Искушение бомбой»
- 52-я серия. «1950 год — Виктор Абакумов»
- 53-я серия. «1951 год — Александр Вертинский»
- 54-я серия. «1952—1953 годы — Сталин — Берия»
- 55-я серия. «1953 год — Лаврентий Берия»
- 56-я серия. «1954 год — Георгий Маленков»
- 57-я серия. «1955 год — Никита Хрущёв»
- 58-я серия. «1956 год — Александр Фадеев»
- 59-я серия. «1957 год — Ив Монтан против Никиты Хрущёва»
- 60-я серия. «1958 год — Борис Пастернак и Эдуард Стрельцов»
- 61-я серия. «1959 год — Митрополит Николай»
- 62-я серия. «1960 год — Секретарь обкома (Алексей Ларионов)»
- 63-я серия. «1961 год — Хрущёв — начало конца»
- 64-я серия. «1962 год — Александр Твардовский»
- 65-я серия. «1963 год — Иннокентий Смоктуновский»
- 66-я серия. «1964 год — Михаил Суслов»
- 67-я серия. «1965 год — Алексей Косыгин»
- 68-я серия. «1966 год — Леонид Брежнев»
- 69-я серия. «1967 год — Юрий Нагибин»
- 70-я серия. «1968 год — Андрей Сахаров»
- 71-я серия. «1969 год — Корней Чуковский»
- 72-я серия. «1970 год — Ленин в 1970 году (Юбилей Ленина)»
- 73-я серия. «1971 год — Балерина и царь (Матильда Кшесинская)»
- 74-я серия. «1972 год — Марина Цветаева»
- 75-я серия. «1973 год — Андрей Громыко»
- 76-я серия. «1974 год — Донатас Банионис»
- 77-я серия. «1975 год — Элем Климов»
- 78-я серия. «1976 год — Дмитрий Устинов»
- 79-я серия. «1977 год — Юрий Никулин»
- 80-я серия. «1978 год — Василий Меркурьев»
- 81-я серия. «1979 год — Василий Аксёнов»
- 82-я серия. «1980 год — Андрей Сахаров и Елена Боннэр»
- 83-я серия. «1981 год — Олег Ефремов»
- 84-я серия. «1982 год — Маргарет Тэтчер и СССР»
- 85-я серия. «1983 год — Юрий Андропов»
- 86-я серия. «1984 год — Юрий Любимов»
- 87-я серия. «1985 год — Константин Черненко»
- 88-я серия. «1986 год — Юрий Шевчук»
- 89-я серия. «1987 год — Михаил Горбачёв»
- 90-я серия. «1988 год — Александр Яковлев»
- 91-я серия. «1989 год — Николай Рыжков»
- 92-я серия. «1990 год — Распад СССР»
- 93-я серия. «1991 год — Егор Гайдар»
- 94-я серия. «1992 год — Реформы Гайдара»
- 95-я серия. «1993 год — Борис Ельцин, часть 1»
- 96-я серия. «1993 год — Борис Ельцин, часть 2»

### Невыпущенный материал
- 97-я серия. «1994 год — Анатолий Собчак»
- 98-я серия. «1995 год — Владимир Ворошилов»
- 99-я серия. «1996 год — Владимир Жириновский»
- 100-я серия. «1997 год — Леди Ди»
- 101-я серия. «1998 год — Чёрный август (Примаков и Геращенко)»
- 102-я серия. «1999 год — Поколение Пелевина»
- 103-я серия. «2000 год — Миллениум»

## «Исторические хроники» в Интернете
19 декабря 2008 года на радиостанции «Эхо Москвы» в программе «Особое мнение» Николай Сванидзе высказался одобрительно по поводу размещения фильмов из цикла «Исторические хроники» в сети Интернет и свободного доступа пользователей к ним:

Н. СВАНИДЗЕ: Хорошо, что люди в Интернете смотрят «Исторические хроники». Мне лично это нравится. Смотрите, дорогие друзья! Смотрите! Много полезного там, на мой взгляд.
Э. Геворкян: Но это Вы сейчас говорите только конкретно о Ваших работах, или Вам кажется, что в Интернете в принципе можно позволить вот эту вольность и опустить все эти формальности?
Н. Сванидзе: Понимаете, это вопрос тонкий. Я сейчас, конечно, говорю именно о своих работах. Что касается авторских прав в Интернете, то это отдельная большая отрасль авторского права, и по-моему, сейчас там «конь не валялся». Потому что можно принимать любые законы — законы хороши, когда они могут выполняться, когда можно контролировать их выполнение. В противном случае это «курам на смех». Если издаются законы — печатаются — никто их и не знает, и не думает их выполнять.
Интернет это штука, которую контролировать очень сложно. Поэтому, я думаю, что это задача для целых, может быть, поколений юристов — как здесь обеспечить выполнение авторского права в Интернете.
Что касается меня, то, повторяю, это вызывает у меня только чувство глубокого удовлетворения.
— «Особое мнение»: Николай Сванидзе в гостях у Эвелины Геворкян // Радиостанция «Эхо Москвы».